# Gyljen, Hälsingland
Gyljen är en sjö i Bollnäs kommun i Hälsingland och ingår i Dalälvens huvudavrinningsområde. Sjön har en area på 0,0539 kvadratkilometer och ligger 365,2 meter över havet. Sjön avvattnas av vattendraget Bruksån (Gårdviksboån).

## Delavrinningsområde
Gyljen ingår i det delavrinningsområde (676636-150621) som SMHI kallar för Ovan 676570-150383. Medelhöjden är 361 meter över havet och ytan är 6,95 kvadratkilometer. Det finns inga avrinningsområden uppströms utan avrinningsområdet är högsta punkten. Bruksån (Gårdviksboån) som avvattnar avrinningsområdet har biflödesordning 3, vilket innebär att vattnet flödar genom totalt 3 vattendrag innan det når havet efter 300 kilometer. Avrinningsområdet består mestadels av skog (81 procent). Avrinningsområdet har 0,37 kvadratkilometer vattenytor vilket ger det en sjöprocent på 5,4 procent.